# Angela Frontera

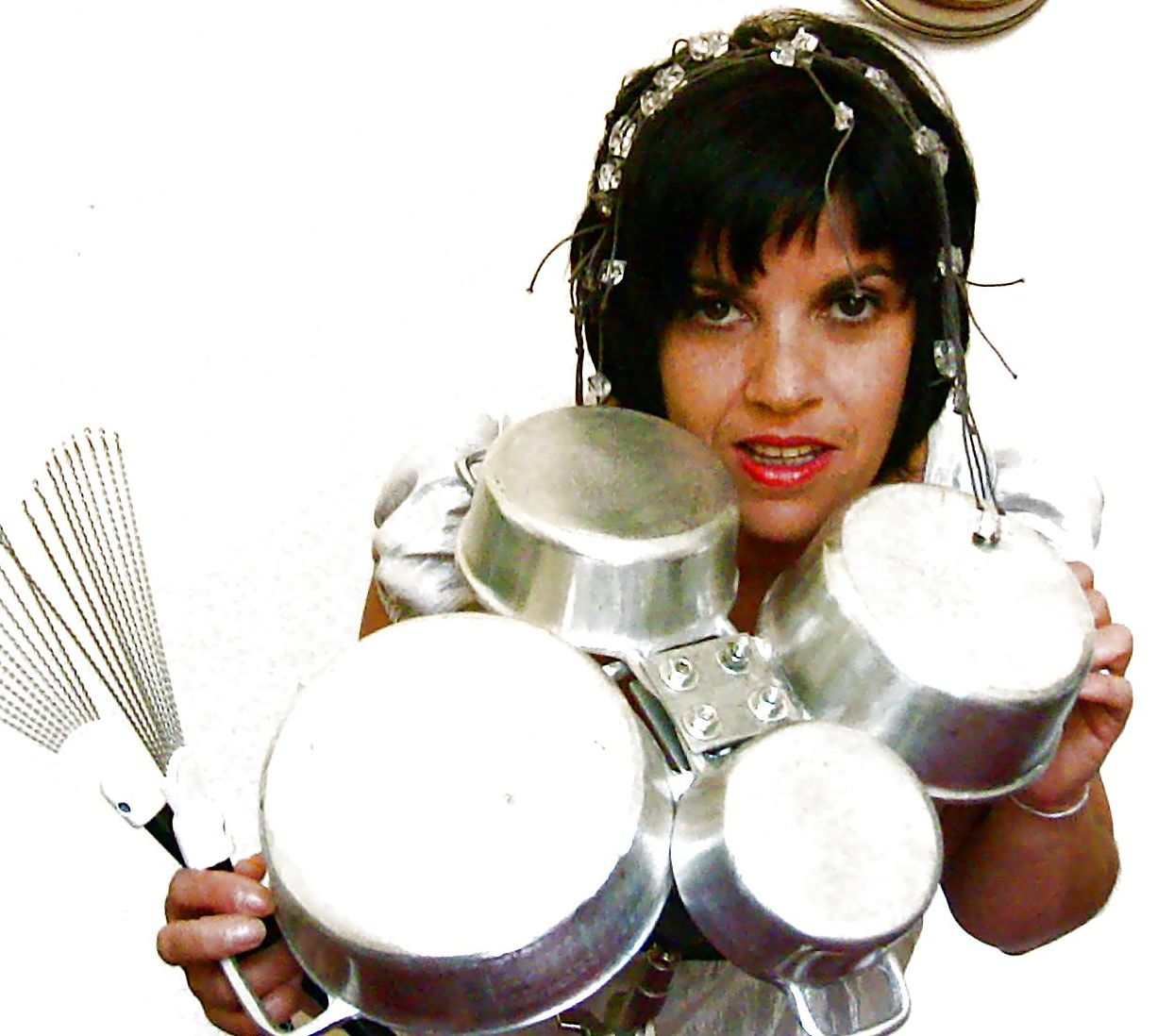
Angela Frontera

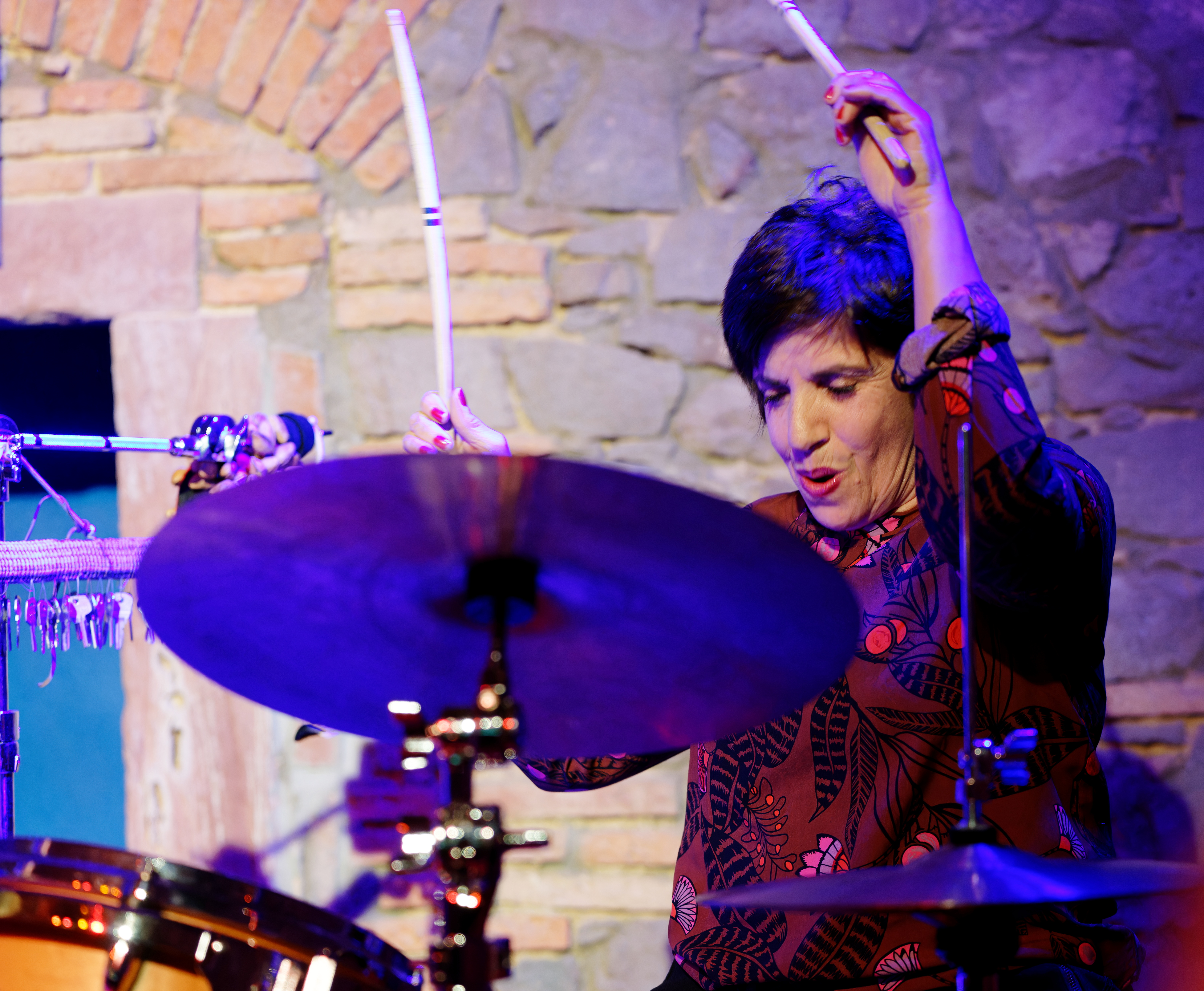
Angela Frontera mit dem Uli Partheil Quartett in der Bessunger Knabenschule am 12. Januar 2024

Angela Frontera (* 1965 in Belo Horizonte (Minas Gerais)) ist eine brasilianische Perkussionistin.

## Werdegang
Frontera hatte als Tochter eines Pianisten und einer Sängerin einen selbstverständlichen Zugang zur Musik. Ihr erstes Musikinstrument war das elektronische Schlagzeug (der Drumcomputer) der Hammond-Orgel ihres Vaters. Im Spiel mit diesen Beats entdeckte sie ihr Talent und ihre Leidenschaft für die Perkussion.
Noch als Jugendliche begann Frontera eine Profikarriere und spielte u. a. mit Cauby Peixoto in den großen Clubs von São Paulo. Eines ihrer Projekte war – unter der Leitung des Regisseurs Naum Alves de Sousa – die Teilnahme am Musical „Mulheres de Holanda“, des Komponisten Chico Buarque. Auch die Sängerin und Gitarristin Badi Assad trat in diesem Stück auf.
1993 wurde sie durch ihren Freund und Mentor Alan Gordin, Manager des Show-Club „Stardust“ durch die Worte ermutigt: „Wenn du es hier geschafft hast, schaffst du es überall“. So zog sie nach Deutschland und arbeitete hier in der brasilianischen Musikszene, der Latin- und Soul-Szene.
Unter den Künstlern, mit denen sie zusammenarbeitete, sind Nina Hagen, Grace Jones, Airto Moreira, Hector Costita, Paulo Cardoso, Edo Zanki, Six Was Nine, Lou Bega und Café del Mundo. Bei mehreren Gelegenheiten spielte sie als Gast in der „Harald Schmidt Show Band“.
Ihre wohl wichtigste Zusammenarbeit ist die mit dem brasilianischen Duo „Rosanna & Zélia“. In der letzten Zeit intensivierte Frontera ihre Ausflüge in der Welt der Perkussion im Nordosten Brasiliens (Côco, Maracatú, Baião). Sie trat der Band von Ivan Santos bei und wirkte an dessen Projekt „Songs from Nowhere“ mit. Aus dieser Kooperation an Santos’ Fusion von schwarzafrikanischen und karibischen Rhythmen (Funk, Reggae usw.) zog sie neue Energien, die in das Projekt „Pop mit Seele“ mündeten.
Seit 2006 ist Frontera auch Mitglied von WitchCraft mit Lindy Huppertsberg (Bass) und Jelena Jurajewa (Klavier). Seit 2010 zählt sie außerdem zur Stammbesetzung von Kick La Luna. 2015 legte sie unter eigenem Namen das Album O Tempo  vor.

## Diskografie
- Talisman (2002)
- DVD WitchCraft – Live im SWR (2009)